# Красивский сельсовет (Мичуринский район)
Красивский сельсовет — сельское поселение в Мичуринском районе Тамбовской области.
Административный центр — село Красивое.

## Население
| 2010 | 2012 | 2013 | 2014 | 2015 | 2016 | 2017 |
| ---- | ---- | ---- | ---- | ---- | ---- | ---- |
| 727  | ↗738 | ↗758 | ↘746 | ↗749 | ↘733 | ↘726 |
| 2018 | 2019 | 2020 | 2021 |      |      |      |
| ↘710 | ↘695 | ↘678 | ↗684 |      |      |      |

## Состав сельского поселения
| № | Населённый пункт | Тип населённого пункта       | Население |
| - | ---------------- | ---------------------------- | --------- |
| 1 | Красивое         | село, административный центр | ↘611      |
| 2 | Лежайка          | село                         | ↘116      |